# 울산광역시의 문화유산자료
울산광역시의 문화재자료는 울산광역시장이 「문화재보호법」 제70조 제2항에 따라 그 관할구역에 있는 문화재로서 국가지정문화재로 지정되지 아니한 문화재 중 향토문화보존상 필요하다고 인정하여 지정한 문화재자료이다.
문화재자료의 지정 및 해제절차, 관리, 보호ㆍ육성, 공개 등에 필요한 사항은 해당 지방자치단체의 조례(울산광역시 문화재보호 조례)로 정한다.

## 지정 목록
| 번호 | 사진 | 명칭                                                                | 소재지                                               | 관리자 (단체)        | 지정일                | 참조 |
| 1호  |      | 이휴정 (二休亭)                                                     | 울산 남구 이휴정길 20 (신정동, 이휴정)               | 학성이씨월진문회     | 1997년 10월 9일 지정  |      |
| 2호  |      | 만정헌 (晩定軒)                                                     | 울산 울주군 상북면 명촌1길 39 (명촌리)               | 울주군(김윤철)       | 1997년 10월 9일 지정  |      |
| 3호  |      | 울산학성이씨근재공고택 (蔚山鶴城李氏謹齋公古宅)                     | 울산 울주군 웅촌면 석천길 32-3 (석천리)              | 울주군               | 1997년 10월 9일 지정  |      |
| 4호  |      | 석남사수조 (石南寺水槽)                                             | 울산 울주군 상북면 석남로 557 (덕현리)               | 석남사               | 1997년 10월 9일 지정  |      |
| 5호  |      | 박상진의사생가 (朴尙鎭義士生家)                                     | 울산 북구 박상진길 23 (송정동)                       | 울산광역시           | 1997년 10월 9일 지정  |      |
| 6호  |      | 천전리공룡발자국화석 (川前里恐龍발자국化石)                         | 울산 울주군 두동면 천전리 산210-2번지                | .                    | 1997년 10월 9일 지정  |      |
| 7호  |      | 울산왜성 (蔚山倭城)                                                 | 울산 중구 학성공원3길 54, 일원 (학성동)              | 중구                 | 1997년 10월 30일 지정 |      |
| 8호  |      | 서생포왜성 (西生浦倭城)                                             | 울산 울주군 서생면 서생리 711번지 일원               | 울주군               | 1997년 10월 30일 지정 |      |
| 9호  |      | 대안동신흥사구대웅전 (大安洞新興寺舊大雄殿)                         | 울산 북구 대안4길 280 (대안동 739번지)               | 신흥사               | 1998년 10월 19일 지정 |      |
| 10호 |      | 증공조참판엄공원강서원비 (贈工曹參判嚴公圓岡書院碑)                 | 울산 울주군 삼동면 대밭길 37 (둔기리)                | .                    | 1998년 10월 19일 지정 |      |
| 11호 |      | 학성이씨현령공파절송공묘출토유물 (鶴城李氏縣令公派節松公墓出土遺物) | 울산 남구 두왕로 277 (신정동, 박물관)                | 울산박물관           | 1998년 10월 19일 지정 |      |
| 12호 |      | 유곡동공룡발자국화석 (裕谷洞恐龍足印化石)                           | 울산 중구 유곡동 54-1번지 일원                       | .                    | 2000년 11월 9일 지정  |      |
| 13호 |      | 대곡리공룡발자국화석 (大谷里恐龍足印化石)                           | 울산 울주군 언양읍 대곡리 산201 외                   | .                    | 2000년 11월 9일 지정  |      |
| 14호 |      | 운화리성지 (雲化里城址)                                             | 울산 울주군 온양읍 운화리 산159번지 일원             | .                    | 2000년 11월 9일 지정  |      |
| 15호 |      | 비옥산성 (飛玉山城)                                                 | 울산 울주군 온산읍 덕신리 산294                      | .                    | 2000년 11월 9일 지정  |      |
| 16호 |      | 주전봉수대관련고문서 (朱田烽燧臺關聯古文書)                         | 울산 남구 두왕로 277 (신정동, 박물관)                | .                    | 2000년 11월 9일 지정  |      |
| 17호 |      | 석계서원 (石溪書院)                                                 | 울산 울주군 웅촌면 대복동천로 160-12 (석천리)        | 학성이씨매헌공파문회 | 2000년 11월 9일 지정  |      |
| 18호 |      | 울산인성암석조보살좌상 (蔚山 引聖庵 石造 菩薩坐像)                  | 울산 울주군 약수터길 146-29 (서생면)                 | 인성암               | 2007년 11월 22일 지정 |      |
| 19호 |      | 용화사 산신도 (龍華寺 山神圖)                                       | 울산 울주군 천전길 54 (상북면, 용화사)               | 용화사               | 2010년 12월 23일 지정 |      |
| 20호 |      | 심법요초 (心法要抄)                                                 | 울산 울주군                                          | 양덕사               | 2011년 12월 29일 지정 |      |
| 21호 |      | 해남사 신중도 (海南寺 神衆圖)                                       | 울산 중구 북정동 118                                 | 해남사               | 2011년 12월 29일 지정 |      |
| 22호 |      | 목련암 목조보살좌상 (目蓮庵 木造菩薩坐像)                           | 울산광역시 울주군 선필로 122 (두서면)                | 목련암               | 2013년 1월 3일 지정   |      |
| 23호 |      | 연지사 소장 칠성도                                                  | 울산광역시 울주군 곡천검단로 112-20 (웅촌면, 연지사) | .                    | 2014년 7월 3일 지정   |      |
| 24호 |      | 고봉화상선요 (高峰和尙禪要)                                         | 울산 동구 등대로 80-42 (일산동, 등용사)              | 등용사               | 2016년 2월 4일 지정   |      |
| 25호 |      | 염불작법 (念佛作法)                                                 | 울산 동구 등대로 80-42 (일산동, 등용사)              | 등용사               | 2016년 2월 4일 지정   |      |
| 26호 |      | 선원제전집도서 (禪源諸詮集都序)                                     | 울산 동구 등대로 80-42 (일산동, 등용사)              | 등용사               | 2016년 2월 4일 지정   |      |
| 27호 |      | 지장보살본원경 (地藏菩薩本願經)                                     | 울산 동구 등대로 80-42 (일산동, 등용사)              | 등용사               | 2016년 2월 4일 지정   |      |
| 28호 |      | 현수제승법수 (賢首諸乘法數)                                         | 울산 동구 등대로 80-42 (일산동, 등용사)              | 등용사               | 2016년 2월 4일 지정   |      |
| 29호 |      | 묘법연화경 (妙法蓮華經)                                             | 울산 동구 등대로 80-42 (일산동, 등용사)              | 등용사               | 2016년 2월 4일 지정   |      |
| 30호 |      | 백양사 칠성각 (白楊寺 七星閣)                                       | 울산 중구 백양로 67 (성안동, 백양사)                 | 백양사               | 2017년 11월 2일 지정  |      |
| 31호 |      | 묘법연화경 권1 (妙法蓮華經 券1)                                     | 울산 북구 매곡산업4길 13-53                          | 청룡암               | 2019년 11월 21일 지정 | ,    |
| 32호 |      | 선원제전집도서 (禪源諸詮集都序)                                     | 울산 북구 매곡산업4길 13-53                          | 청룡암               | 2019년 11월 21일 지정 | ,    |